# Jarzmo (uprząż)

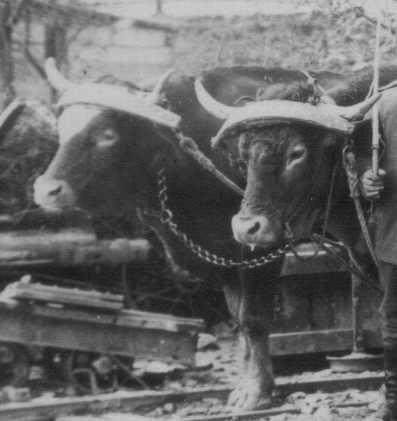
Jarzmo na czoło

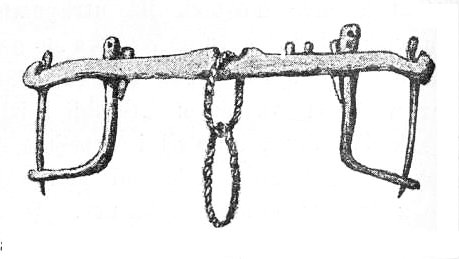
Jarzmo na woły do orania sochą

Jarzmo – uprząż dla bydła pociągowego. 
Wyróżnia się dwa rodzaje jarzm:
- jarzmo na czoło – umocowany rzemieniami do rogów kabłąk z zaczepem,
- jarzmo na kark – pojedyncze lub podwójne (dla pary zwierząt), w postaci drewnianej ramy zakładanej na kark zwierzęcia oraz z części łączącej z dyszlem.

Obecnie jarzmo zastępuje się chomątem lub szleją.